# Rock Falls (Iowa)
Pour les articles homonymes, voir Rock Falls.
Rock Falls est une ville du comté de Cerro Gordo, en Iowa, aux États-Unis, à proximité de la rivière Shell Rock (en). Elle est incorporée le 17 juillet 1882.

## Source de la traduction
- (en) Cet article est partiellement ou en totalité issu de l’article de Wikipédia en anglais intitulé « Rock Falls, Iowa » (voir la liste des auteurs).